# 塔博里夫卡
47°36′34″N 31°23′6″E / 47.60944°N 31.38500°E
塔博里夫卡（烏克蘭語：Таборівка）是位於烏克蘭南部尼古拉耶夫州裏沃茲涅先斯克區的村莊，始建於1836年，面積3.53平方公里，海拔高度17米，人口1,800，人口密度每平方公里520.7人。